# 오켈보시

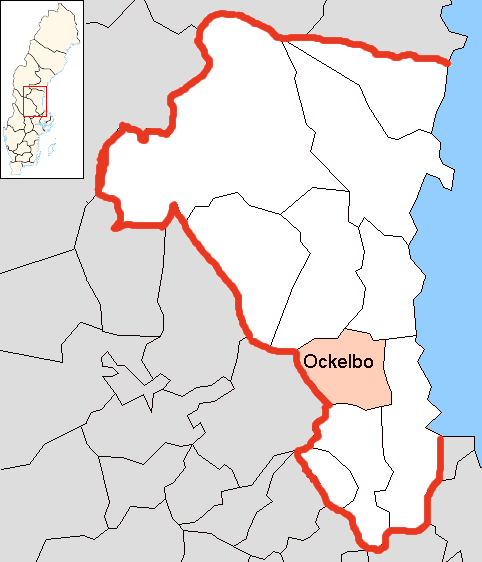
오켈보 시의 위치

오켈보시(스웨덴어: Ockelbo kommun)는 스웨덴 예블레보리주에 위치한 지방 자치체로 행정 중심지는 오켈보이며 면적은 1,129.04km2, 인구는 5,856명(2016년 12월 31일 기준), 인구 밀도는 5.2명/km2이다.

시 문장